# 沙治奧·列基朗
沙治奧·列基朗·洛迪古斯（西班牙語：Sergio Reguilón Rodríguez，1996年12月16日—），出生於西班牙馬德里，是一名西班牙職業足球員，司職左后卫。現效力於西班牙國家足球隊。

## 球會生涯
沙治奧·列基朗出生於西班牙馬德里，2005年8歲時加盟皇家馬德里青年隊2015年8月5日被外借至西班牙足球乙二級聯賽球會洛格羅涅斯出戰2015-16賽季。
2015年8月23日首次亮相於對戰孔波斯特拉。
2016年8月23日再被外借至洛格羅涅斯一季。
2018年10月2日，首次亮相於歐洲聯賽冠軍盃作客0–1 敗於莫斯科中央陸軍的賽事。

### 熱刺
2020年9月19日，热刺從皇家馬德里簽下沙治奧·列基朗，並提供為期五年的合約。

2020年9月29日，列基朗在聯賽盃球隊對上切尔西的主場比賽中首次亮相，並貢獻了一次助攻。
2021年5月19日，雷吉隆在球隊對上阿斯頓維拉的主場比賽造成了烏龍球與失誤的助攻，阿斯頓維拉最終2-1獲勝，這顆烏龍球正好是英超歷史上第1000個烏龍球。11月21日，雷吉隆在對陣里茲聯的主場比賽中踢進在英超的首球。

## 國家隊生涯
2020年8月20日，列基朗入選西班牙国家足球队的歐洲足協國家聯賽名單。
雷吉隆於2020年9月6日首次亮相西班牙国家足球队，在西班牙4-0戰勝烏克蘭的2020–21年歐洲國家聯賽A中首發。

## 生涯数据

### 国家队
最後更新：2021年9月8日
| 国家队 | 年份 | 出场 | 进球 |
| ------ | ---- | ---- | ---- |
| 西班牙 | 2020 | 5    | 0    |
| 西班牙 | 2021 | 1    | 0    |
| 合计   | 合计 | 6    | 0    |

## 獎項

### 俱樂部
皇家馬德里
- 國際足總俱樂部世界盃冠軍：2018年

 塞維利亞
- 歐足聯歐洲聯賽冠軍：2019-20賽季

 热刺
- 欧洲联赛冠軍：2024–25年[14]

### 個人
- 歐足聯歐洲聯賽賽季最佳陣容：2019-20賽季[15]

## 外部連結
- Real Madrid official profile （页面存档备份，存于）
- Soccerway資料庫：沙治奧·列基朗
- 沙治奧·列基朗在BDFutbol中的档案